# Matricídio
Matricídio é o crime cometido por alguém que mata a sua própria mãe. Matricídios correspondem a cerca de 1% de todos os homicídios.

## Causas
Estudos psicossociais apontam uma série de fatores que podem levar ao matricídio, como desemprego, problemas financeiros, relacionamentos abusivos, conflitos na família, isolamento social e doenças psiquiátricas. Matricidas apontam a violência na infância como motivo para o crime.
Uma pesquisa realizada em três hospitais psiquiátricos britânicos estudou 16 pacientes condenados pelo crime de matricídio. 15 deles nunca se casaram, viviam com suas mães no período em que o crime foi cometido, além de terem sido diagnosticados com esquizofrenia. A escala de QI dos indivíduos variou de 65 a 131, contra 28 a 55 em relação ao grupo controle, representado por uma parcela que cometeu homicídios em geral.
Além disso, um número significante de pacientes perdeu seu pai antes de matar a própria mãe. A pesquisa conclui que a ausência da presença parental, aliada aos históricos psiquiátricos e sociais desfavoráveis, corroboram a consumação do matricídio, indicando que a maioria deles poderia ter sido evitada caso os indivíduos estivessem sendo tratados, mediante acompanhamento psiquiátrico e social adequados.

## Matricídio no Brasil
O Código Penal brasileiro não faz distinção entre matricídio e feminicídio, ou seja, o assassinato de uma mulher. No entanto, encontra-se, no art. 61, inciso II, alínea e, a agravante genérica de crime cometido contra ascendente, descendente, irmão ou cônjuge, de modo que a pena do agente que o cometeu pode ser aumentada, a depender das circunstâncias do crime.